# Powers That Be
Powers That Be è una locuzione  inglese che si riferisce ad un presunto governo o ad autorità stabilite, dette "le autorità superiori", così come anche i poteri occulti che governerebbero e guiderebbero la società umana.

## Origine
"Powers that Be" ("PTB", o "TPTB"), è una sorta di espressione "in codice" tratta dalla Bibbia (nella versione inglese detta "King James", o "Authorised Version") e precisamente dal versetto di Romani 13:1 che dice recita:
Un esatto corrispettivo potrebbe essere tratto dalla versione Diodati della Bibbia, che dice: "Ogni persona sia sottoposta alle podestà superiori; perciocché non vi è podestà se non da Dio; e le podestà che sono, son da Dio ordinate". "Powers That Be" potrebbe quindi tradursi in italiano come le podestà che sono, quindi con la sigla PCS.

## Utilizzo
Powers That Be è il titolo di un libro scritto nel 1979 da David Halberstam e che racconta del sorgere dei moderni mass-media come strumenti del potere per il controllo e manipolazione della popolazione.
Powers That Be è il titolo di un episodio della serie televisiva di fantascienza "Stargate SG-1" (nona stagione), e precisamente il n. 6, che in italiano è stato tradotto: "La minaccia degli Ori". Racconta di come la squadra SG-1 (la cui missione è quella di liberare la galassia dalla minaccia di specie intelligenti parassite che si fanno adorare da popolazioni come degli dei) venga attratta da Vala (uno di questi potenti parassiti) con l'inganno in un pianeta che un tempo dominava come un Goa'uld. Gli abitanti del pianeta non sanno nulla della caduta di questi parassiti e credono che Vala sia ancora il loro dio, fintanto che compare un "Priore" che cerca di far capire chi questi sia in realtà.
Powers That Be è anche un'entità della serie televisiva Angel, tradotta in italiano Forze dell'Essere. Essi rappresentano i più alti poteri in assoluto, che controllano tutto ciò che accade non solo sulla Terra, ma in tutto l'universo ed in ogni dimensione.
The Powers That B è il titolo del quarto album in studio della band californiana Death Grips.
La band inglese Muse cita l'espressione nella canzone Mercy, appartenente al loro album Drones: "Show me mercy from the powers that be".

## Teorie del complotto
L'espressione, nell'ambito delle teorie del complotto è usata per indicare i "poteri occulti" (ad esempio quello delle organizzazioni di mafia, della massoneria, di gruppi religiosi o di servizi segreti statali) che complotterebbero per il controllo del mondo cercando di occupare segretamente posti chiave della politica, dell'economia e/o dei mass-media, per servire ai loro interessi od aspirazioni.
Quest'uso è testimoniato dal citato libro dell'Halberstam e adombrato dagli stessi racconti di fantascienza, di cui potrebbero essere la parabola.